# سرو (مهاباد)
سرو روستایی در دهستان منگور شرقی بخش خلیفان شهرستان مهاباد استان آذربایجان غربی ایران است.

## جمعیت
بر پایه سرشماری عمومی نفوس و مسکن در سال ۱۳۹۰ جمعیت این روستا ۷۱ نفر (در ۱۷ خانوار) بوده‌است.